# Kōshō (sculpteur du XIIIe)
Ne doit pas être confondu avec Kosho (peintre des Xe et XIe).
Pour les articles homonymes, voir Kosho.

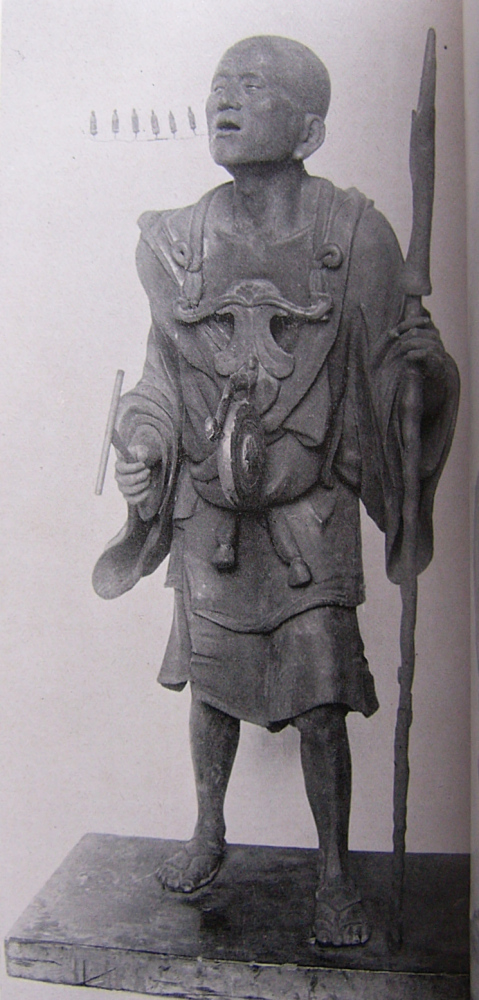
Le moine bouddhiste Kūya (930-972). Bois peint, H. 117 cm. Sculpteur: Kosho, début du XIII.

Kōshō est un moine bouddhiste de la période de Kamakura au Japon, qui vécut au XIIIe siècle. Ses dates de naissance, de décès ainsi que ses origines, ne sont pas connues. Sa période d'activité en tant que sculpteur se situe dans la première moitié du XIIIe siècle. Il serait le quatrième fils d'Unkei,  Tankei étant un frère aîné. Il appartient à l'école Kei.

## Biographie et œuvre
Kōshō, qui était probablement le quatrième fils d'Unkei (mort en 1223), est un sculpteur réputé pour sa grande habileté technique. Il se fait remarquer par son goût du portrait.
Parmi ses œuvres caractéristiques, mentionnons le bouddha Amida Nyorai (sanscrit: Amitābha) daté de 1232, qui se trouve dans la salle d'Or (kondō) du temple Hōryū-ji de Nara,  et surtout le Kũya Shōnin du temple Rokuharamitsu-ji de Kyoto (vers 1232-1233). Cette sculpture, qui marque un sommet du réalisme de la période Kamakura, est le portrait du grand moine bouddhiste Kũya Shōnin (mort en 972), missionnaire qui passa sa vie à voyager dans les campagnes pour convertir le peuple à la foi bouddhique et à celle de l'efficace dans l'invocation du Bouddha Amida par la psalmodie du nenbutsu ; Kōshō le représente dans une de ses pérégrinations avec une canne en corne de daim dans la main gauche et un maillet dans la main droite, en train de réciter le nenbutsu (« namo Amida bu », honneur au bouddha Amida)), dont les six syllabes sont matérialisées par les six petites statues du bouddha Amida qui sortent de sa bouche. Cette œuvre réaliste est un magnifique exemple de l'art du portrait de l'École Kei, marqué d'un naturalisme tout à fait unique et assez différent de celui d'Unkei.
Il semble d'ailleurs que ce soit Kōshō qui ait fixé l'iconographie de ce moine appuyé sur son bâton de pèlerin, chaussé de sandales de paille, avec à son cou un disque de métal (shōko) qui lui sert de tambourin, qu'il fait sonner au moyen du maillet qu'il tient dans sa main droite.